# ゴースト・アーミー

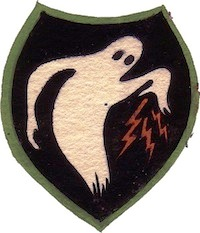
ゴースト・アーミーの記章（1944年頃）

ゴースト・アーミー（Ghost Army）は、アメリカ陸軍が第二次世界大戦中に編成した特殊部隊である。正式には第23本部付特殊部隊（23rd Headquarters Special Troops）と呼ばれた。戦術的欺瞞作戦の展開を任務としており、1,100名の隊員はしばしば他のアメリカ陸軍部隊を装って活動した。ノルマンディー上陸作戦の数週間後にはフランスに上陸し、以後終戦まで偽戦車や街宣車、偽の無線通信などを駆使して欺瞞作戦に従事した。彼らが関与した工作は20件以上あり、その多くが前線からほど近い位置で展開された。ゴースト・アーミーの存在は戦後40年以上も隠し通され、情報の多くは依然として機密（classified）扱いとなっている。2013年には公共放送サービスがドキュメンタリー番組『The Ghost Army』を放送した。

## 歴史
ゴースト・アーミーの設置については、1942年末の第二次エル・アラメイン会戦において大規模な欺瞞作戦を成功させていたイギリスからの影響が発端だった。1944年初頭、戦争省はゴースト・アーミーこと第23本部付特殊部隊の設置を承認した。これに従い、部隊はテネシー州キャンプ・フォレストにて設立され、ニューヨーク州パイン・キャンプに移って編成を完了した。
ゴースト・アーミーの隊員に求められたのは、ドイツ兵を騙し混乱に陥れる知性と才能である。そのため、美術学校や広告代理店など、様々な「創造的な職業」の場から隊員の募集が図られた。隊員には芸術家、建築家、俳優、舞台美術家、技術者といった職業の者が多かった。
1944年5月初頭、ゴースト・アーミーはイギリスへと向かった。イギリスではストラトフォード＝アポン＝エイヴォン付近に駐屯地を構え、フォーティテュード作戦に向けた準備を行った。同作戦はノルマンディー侵攻に先立つ大規模な欺瞞工作であり、上陸地点がパ＝ド＝カレー県であるかのように装うことが目的だった。
一部の隊員はDデイの2週間後にノルマンディーに派遣された。彼らはマルベリー・ハーバー（仮設港）を守るべく、夜間に照明機材を配置してあたかも新たなマルベリー・ハーバーが開かれたかのように装い、ドイツ側砲兵隊の照準を分散させようと試みた。全隊員がフランス上陸を果たした後はブレストを巡る戦闘（ブレストの戦い）において欺瞞作戦を展開した。ブレスト守備隊司令官ヘルマン＝ベルンハルト・ラムケ将軍は、ゴースト・アーミーを大戦力と誤認し、実際に「我々は装甲部隊に包囲された」という旨の報告を行っている。結局、ラムケは大部隊による包囲を確信しながらも降伏を選ばず、およそ38,000名の将兵（アメリカ側は17,000名程度と推定していた）とともに徹底抗戦を図ったが、この戦いの中でゴースト・アーミーは偽陣地や偽戦車、偽火砲を駆使してドイツ側戦力を釘付けにすることに成功している。
連合国軍の前進に伴い、ゴースト・アーミーも東進を続け、やがてルクセンブルクに到達した。ここを拠点として、ルール方面の渡河作戦、マジノ線周辺やヒュルトゲンの森を巡る戦闘、さらにはライン川突破の際にも欺瞞作戦に従事した。
終戦後の1945年9月に不活性化され、以後1996年までは部隊の存在そのものが機密扱いとされていた。これほど長期間に渡って存在が秘匿されたのは、冷戦を通じて対ソ連邦欺瞞工作にゴースト・アーミーが培ったノウハウが転用されていたためとも言われている。

## 活動
ゴースト・アーミーの隊員はわずか1,100名のみだったが、偽戦車や偽火砲、偽航空機の設置、さらに巨大スピーカーによる騒音（多数の兵士らの話し声や足音、砲声など）の放送といった欺瞞活動を組み合わせて展開し、ドイツ側に2個師団（30,000名程度）の存在を信じこませることになる。下級編成には、第406戦闘工兵隊（406th Combat Engineers, 保安担当）、第603偽装工兵隊（603rd Camouflage Engineers）、第3132信号中隊（3132nd Signal Company）、特務信号中隊（Signal Company Special）があった。

### 視覚的欺瞞
視覚的欺瞞を担当したのは第603偽装工兵隊である。第603工兵隊自体はゴースト・アーミー設立に先立つ1942年から活動を開始しており、本土における数件の欺瞞作戦に関与している。第603工兵隊は膨張式の偽戦車、偽火砲、偽ジープ、偽トラック、偽航空機を用い、これらをあえて目に留まるように配置することで航空偵察の撹乱を試みた。彼らは必要に応じ、わずか数時間で偽の飛行場や野営地（偽の洗濯物などの小物も揃えられた）、自動車基地、砲兵陣地、戦車隊を作り上げることが可能だった。第603工兵隊の隊員は、その多くがフィラデルフィアやニューヨークの美術学校から引きぬかれた芸術家だった。結果的に部隊は若い芸術家たちの成長の場ともなり、隊員の中には当時既に著名だった芸術家のほか、戦後アメリカの芸術界で頭角を現す者も少なくなかった。例えばビル・ブラス、エルズワース・ケリー、アーサー・B・シンガー、アート・ケインといった芸術家は、いずれも第603工兵隊出身者である。
ゴム製の膨張式ダミーは第603工兵隊の主要装備で、コンプレッサーを接続し30秒ほどで膨らませることができた。作業は夜間行われたため、朝になってからダミーの前後が間違っていたことが明らかになったこともあった。耐久性にも問題があり、日が昇ると気温で膨張し破裂したり、空気漏れによって砲身が垂れ下がることもあったという。

### 聴覚的欺瞞
聴覚的欺瞞を担当したのは第3132信号中隊である。中隊の指揮を執るヒルトン・ライリー大佐（Hilton Railey）は、1928年にアメリア・イアハートが飛行士の道を歩むきっかけとなった「大西洋を飛んでみませんか？」という電話を掛けた人物である。
ベル研究所の技術者らの協力のもと、第3132中隊の隊員はフォート・ノックスにて欺瞞に必要な様々な騒音をレコードに録音し、ヨーロッパへと持ち帰った。収集された騒音は、それぞれの欺瞞工作のシナリオに沿って編集が加えられ、当時最新鋭のワイヤーレコーダーにて録音された。放送にはハーフトラックに搭載された強力なアンプとスピーカーが用いられた。この放送は15マイル (24 km)離れた場所でも聞き取ることができたという。

### 通信上の欺瞞
通信上の欺瞞を担当したのは特務信号中隊である。彼らが展開した一連の偽通信は「ぺてん通信」（Spoof radio）と呼ばれた。中隊所属の無線士らは偽の通信網を作り上げ、実在の部隊による通信が行われているかのように装った。実際の部隊間の通信と区別し、また実際の通信を隠蔽するため、彼らは既に廃止されたモールス信号送受信規則を元に教育を受けていた。

### 雰囲気の欺瞞
各種欺瞞工作を補強するべく、ゴースト・アーミーは様々な演劇的手法を取り入れた。これは雰囲気（atmosphere）の工作と総称され、他部隊の部隊章を描き込んだ車両を展開させたり、多数の中隊を擁する連隊本部を演じるなどした。制服に全く別の地域に展開している師団の師団章を縫い付けたり、「泥酔した兵士」を装い酒場などで偽情報をあえて漏洩させることもあった。偽陣地では外から見える座席にだけ兵士を載せたトラックを走り回らせた。交差点に師団章を付けた偽憲兵隊員を派遣し、敵工作員の潜入が予想される都市に師団長や幕僚に扮した将校らを送り込んで偽の作戦会議を演じさせることもあった。また、膨張式ダミーの効果を補強するべく、本物の車両や火砲なども少数配備されていた。